# Francisco Javier Chavolla Ramos
Francisco Javier Chavolla Ramos (Autlán de la Grana, 3 de junho de 1946) é um clérigo mexicano e arcebispo católico romano emérito de Toluca.
Francisco Javier Chavolla Ramos foi ordenado sacerdote pela Diocese de Tijuana em 10 de dezembro de 1972.
O Papa João Paulo II o nomeou Bispo de Matamoros em 1º de junho de 1991. A consagração episcopal foi pelo núncio apostólico no México, Girolamo Prigione, em 16 de julho do mesmo ano; Os co-consagrantes foram Adolfo Antonio Suárez Rivera, Arcebispo de Monterrey, e Emilio Carlos Berlie Belaunzarán, Bispo de Tijuana.
Foi nomeado bispo de Toluca em 27 de dezembro de 2003 e empossado em 12 de fevereiro do ano seguinte. Com a elevação da diocese de Toluca a arcebispado em 28 de setembro de 2019 pelo Papa Francisco, ele foi nomeado seu primeiro arcebispo. A posse como Metropolitana ocorreu em 18 de novembro do mesmo ano.
Em 19 de março de 2022, o Papa Francisco aceitou sua aposentadoria por motivos de idade.